# Brassica insularis
Brassica insularis är en korsblommig växtart som beskrevs av Giuseppe Giacinto Moris. Brassica insularis ingår i släktet kålsläktet, och familjen korsblommiga växter. Inga underarter finns listade i Catalogue of Life.